# Krzywe Koło (osada)
Krzywe Koło – osada w Polsce położona w województwie pomorskim, w powiecie gdańskim, w gminie Suchy Dąb na obszarze Żuław Gdańskich. 
Osada wchodzi w skład sołectwa Krzywe Koło.
W latach 1975–1998 miejscowość administracyjnie należała do województwa gdańskiego.
Wskazówka – występuje również wariant nazewniczy Czerwony Dwór